# Vũ Thái (nữ hoàng)
Ngụy Thương Đế (chữ Hán: 魏殇帝; 528- ?), không rõ tên thật, là hoàng đế thứ 10 của nhà Bắc Ngụy trong lịch sử Trung Quốc, đồng thời cũng là một trong bốn phụ nữ từng bước lên ngai vàng ở Trung Quốc. Bà thuộc gia tộc họ Thác Bạt, con gái duy nhất của Bắc Ngụy Hiếu Minh Đế, vua thứ 9 của Bắc Ngụy, mẫu thân là Sung hoa Phan Ngoại Liên. Bà ở ngôi trong vòng 1 ngày, từ ngày 1 tháng 4 đến 2 tháng 4 năm 528 với niên hiệu duy nhất là Vũ Thái.